# Luís Alberto de Oliveira
Luís Alberto Oliveira (Coruche, 1880 — Lisboa, 5 de fevereiro de 1956) foi um oficial do Exército Português e político, que, entre outras funções de relevo, foi governador civil do Distrito de Coimbra e Ministro da Guerra do 1.º governo do Estado Novo.

## Biografia
Era um bom esgrimista, o que levou o rei D. Carlos a chamá-lo para dar lições dessa arte ao filho mais novo, mais tarde o rei D. Manuel II.
No posot de tenente, em 1912, foi destacado para Angola no exercício das suas funções que exerce com profissionalismo e dignidade. Incorporado no Corpo Expedicionário Português e já como capitão foi para França em 1917. Regressa a Portugal por motivos de doença, sendo nomeado por Sidónio Pais, então no poder, para o cargo de governador civil do Distrito de Coimbra, cargo que exerceu de agosto de 1918 a fevereiro de 1919.
Em dezembro de 1930 foi nomeado comandante do Batalhão de Caçadores n.º 5, funções que cessou em dezembro de 1937, altura em que passou à reserva. No posto de major, foi Ministro da Guerra do 1.º governo do Estado Novo, em funções de 11 de abril de 1933 a 23 de outubro de 1934. A nomeação terá resultado de Luís Alberto de Oliveira ter sido o principal obreiro da repressão da revolta do Castelo em 1928, tendo Salazar estado refugiado no Batalhão de Caçadores n.º 5, por ele comandado, durante os acontecimentos.
Alberto Oliveira pertencia à ala republicana militar-conservadora que não se coadunava com a ditadura a que tinham aderido outros militares com as mesmas características.  Essa contestação ganha corpo numa festa marcada para o dia 15 de abril de 1934, em Campolide, no Batalhão de Caçadores n.º 5, a pretexto do sexto aniversário da subida de Óscar Carmona a Presidente da República e da inauguração de uma nova ala de sargentos. No evento estaria presente o próprio Chefe de Estado. Nos discursos proferidos pelos militares ficou patente o desafio a Salazar: só reconhecem o
general Carmona como seu líder. O Major Luna, num discurso exaltado, afirma que só reconhece o Presidente da República como chefe supremo da Nação e o Comandante interino do Batalhão, António Dias, segue a mesma linha inflamatória. Quem encerra a sessão é o ministro da Guerra, major Luís Alberto de Oliveira, que declara que «se sou Ministro da Guerra, sou-o pela mão de V. Ex.ª, a quem sirvo, porque só com V. Ex.ª o Exército serve bem a Nação», numa clara afronta ao Presidente do Conselho de Ministros. No dia seguinte, Oliveira Salazar reuniu com os seus ministros, de forma a apresentar a demissão coletiva do Governo ao Presidente da República que, em audiência particular no dia anterior, tinha deixado bem claro que sentia que a sua dignidade enquanto chefe de Estado e o seu prestígio
político, militar e pessoal não estavam a ser devidamente defendidos pelo Governo. Durante a tarde, Óscar Carmona convocou o Presidente do Conselho para uma reunião,
onde rejeita a sua demissão e obtém um entendimento com o chefe do Governo. Para evitar a renúncia de Salazar, Óscar Carmona teve de demonstrar publicamente o apoio incondicional ao governo, saindo assim o Presidente do Conselho de Ministros vitorioso de mais aquela batalha política - uma das mais importantes do seu percurso. Como consequência deste episódio, o Ministro da Guerra foi demitido posteriormente.
Um seu busto foi erigido em frente da Câmara Municipal de Coruche e deu o seu nome ao bairro das escolas. Contudo, no dia 18 de março de 1975, o busto foi arrancado e o pedestal destruído.
Faleceu em Lisboa no dia 5 de fevereiro de 1956.